# Frédéric III de Holstein-Gottorp
Titre
Duc de Schleswig-Holstein-Gottorp
31 mars 1616 – 10 août 1659 
(43 ans, 4 mois et 10 jours)
Frédéric III de Holstein-Gottorp (en allemand : Friedrich III von Holstein-Gottorp), né le 22 décembre 1597 au château de Gottorf à Schleswig et mort le 10 août 1659 à Tönning, est un duc de Holstein-Gottorp.

## Biographie
Il est le fils de Jean Adolphe de Holstein-Gottorp et de Augusta de Danemark.
Frédéric III de Holstein-Gottorp a des plans ambitieux concernant le développement du commerce maritime. En 1621, il fonde la ville de Friedrichstadt selon le modèle de la ville de Glückstadt fondée par Christian IV de Danemark en 1617.

### Expéditions de Otto Brüggemann
Frédéric III de Holstein-Gottorp tenta de trouver un itinéraire maritime afin de commercer avec la Russie et la Perse sans passer par l'Afrique.
Le 6 novembre 1633, une expédition partit de Hambourg pour Moscou. Cette expédition fut placée sous la direction d'un agent commercial ducal Otto Brüggemann et d'un conseiller technique Philipp Crusius avec Adam Olearius comme secrétaire. Le 14 août 1634, cette délégation de trente-quatre personnes arriva à Moscou. Mais elle ne put conclure un accord commercial avec le tsar Michel Ier de Russie. Malgré tout, dès le retour de cette expédition à Gottorp le 6 avril 1635, Frédéric III de Holstein-Gottorp commença les préparatifs pour un second voyage.
La seconde expédition partit de Hambourg pour Ispahan dans le golfe Persique le 22 octobre 1635. la direction de cette seconde entreprise fut confiée de nouveau à Otto Brüggemann. Aux côtés du secrétaire Adam Olearius, se trouvaient entre autres : Johann Albrecht von Mandelslo, Hans Christoph von Uechtritz (de) et Paul Fleming. Après un naufrage en mer Caspienne, la délégation atteignit Ispahan le 3 août 1637.
En raison de l'attitude autoritaire des membres de l'expédition, ce fut un fiasco total. Cet échec incomba à un seul homme, Otto Brüggemann, il fut tenu pour seul responsable de ce revers, il fut condamné à mort et exécuté publiquement le 5 mai 1640.

### Alliance avec la Suède
Pour diriger son État, Frédéric III de Holstein-Gottorp fut confronté lors de la guerre de Trente Ans à une tâche difficile. Il tenta d'appliquer une politique de neutralité, ce qui signifia un refus de sa part d'adhérer à l'union avec le Danemark. il préféra la Suède. Ainsi, en 1654, maria-t-il sa fille Hedwige à Charles X de Suède. Mais la puissance de la Suède déclina, la politique pro-suédoise conduite par Frédéric III de Holstein-Gottorp conduisit à l'affaiblissement de la Maison de Holstein-Gottorp.

### Mécénat
Frédéric III de Holstein-Gottorp eut plus de succès comme protecteur de l'art et de la culture. Avec Louis Ier d'Anhalt-Köthen il fonda, le 3 septembre 1642 la Société littéraire allemande. Il contribua à la création de l'immense Globe de Gottorp (aujourd'hui au musée de Kunstkammer). Le peintre Jürgen Ovens travailla plus de trente années pour lui puis pour son successeur Christian Albert de Holstein-Gottorp.

## Généalogie
Frédéric III de Holstein-Gottorp appartient à la première branche de la Maison d'Oldenbourg-Gottorp issue de la première branche de la Maison d'Oldenbourg. Cette lignée de Holstein-Gottorp donna des tsars à la Russie. Il est l'ascendant de l'actuel chef de la Maison impériale de Russie le grand-duc Nicolas Romanovitch de Russie et du prince Antoine Gunther d'Oldenbourg.

### Mariage et descendance

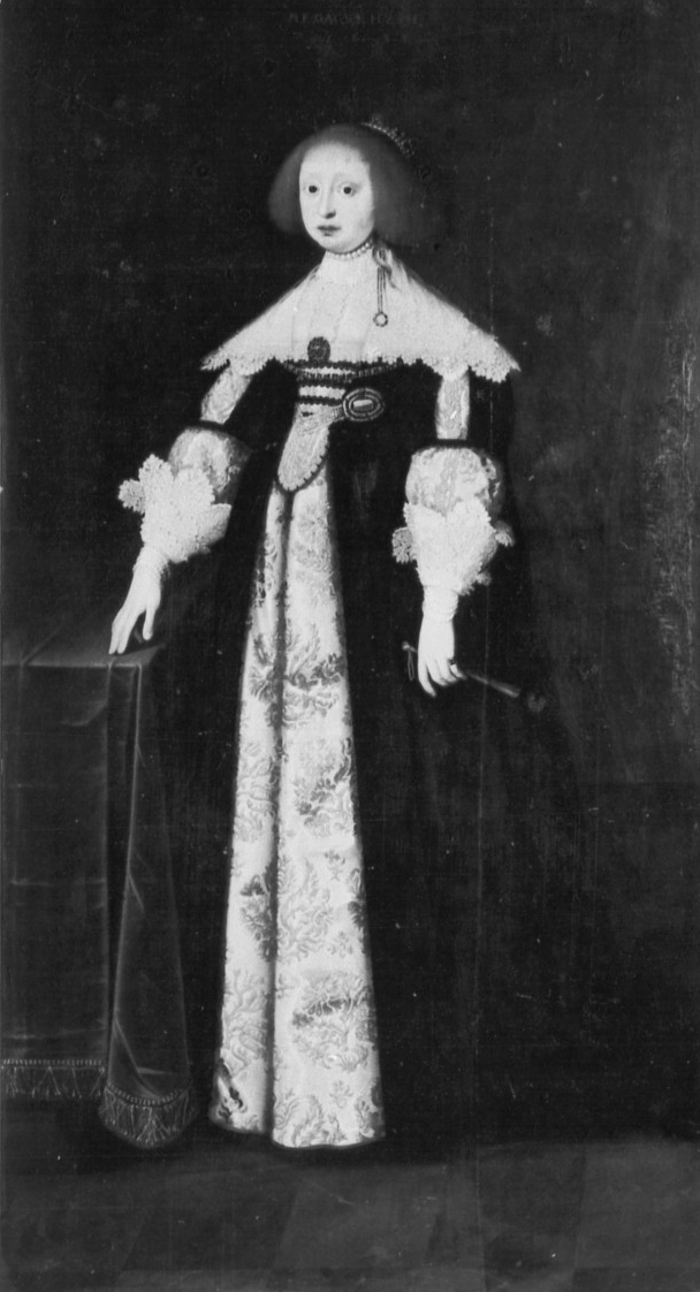
Marie Elisabeth de Saxe

Le 21 février 1630, Frédéric III de Holstein-Gottorp épousa Marie-Élisabeth de Saxe (1610-1684), (deuxième fille de l'électeur Jean-Georges Ier de Saxe et de sa seconde épouse Madeleine-Sibylle de Prusse).
Seize enfants sont nés de cette union :
- Sophie-Augusta de Holstein-Gottorp (1630-1680), en 1649, elle épousa le prince Jean VI d'Anhalt-Zerbst (1621-1667)
- Madeleine-Sibylle de Holstein-Gottorp (1631-1719), en 1654, elle épousa le duc Gustave-Adolphe de Mecklembourg-Güstrow (1633-1695)
- Jean de Holstein-Gottorp (1632-1633)
- Marie-Élisabeth de Holstein-Gottorp (1634-1665), en 1650, elle épousa le landgrave Louis VI de Hesse-Darmstadt (1630-1678)
- Frédéric de Holstein-Gottorp (1635-1654)
- Edwige-Éléonore de Holstein-Gottorp (1636-1715), en 1654, elle épousa Charles X Gustave (1622-1660)
- Jean Georges de Holstein-Gottorp (1638-1655)
- Anne de Holstein-Gottorp (1640-1713)
- Christian-Albert de Holstein-Gottorp, (1641-1695) duc de Schleswig-Holstein-Gottorp, il épousa en 1667 Frédérique-Amélie de Danemark
- Gustave de Holstein-Gottorp (1642-1642)
- Christine de Holstein-Gottorp (1643-1644)
- Auguste Frédéric de Holstein-Gottorp (1646-1705), en 1676, il épousa Christine de Saxe-Weissenfels (1656-1698), (fille du duc Auguste de Saxe-Weissenfels)
- Élisabeth de Holstein-Gottorp (1647-1647)
- Adolphe de Holstein-Gottorp (1647-1648)
- Augusta-Marie de Holstein-Gottorp (1649-1728), en 1670, elle épousa le margrave Frédéric VII Magnus de Bade-Durlach (1647-1709).